# Adamou Mayaki
Adamou Hassane Mayaki (* im Juni 1919 in Filingué; † 2003; auch Adamou Assane Mayaki, genannt Ghazi und Kassari) war ein nigrischer Politiker und Diplomat.

## Leben
Adamou Mayaki gehörte der Volksgruppe der Zarma an. Sein Vater Gado Namalaya war Kantonschef von Kourfeye. Adamou Mayaki besuchte von 1927 bis 1937 Grundschulen in Niamey und absolvierte 1942 in Bambey in Senegal eine Ausbildung zum Ingenieur für landwirtschaftliche Techniken, die er 1937 an der Normalschule von Katibougou bei Bamako begonnen hatte. Anschließend war er als Aufsichtsbeamter für das Landwirtschaftsamt in Maradi tätig. Mayaki initiierte 1947 die Gründung der Sektion Maradi der Nigrischen Fortschrittspartei (PPN-RDA) und wurde deren Sektionspräsident. Im selben Jahr bemühte er sich, unterstützt von aus dem Osten des Überseegebiets Niger stammenden Mitgliedern des nigrischen Generalrats, um einen Sitz in der parlamentarischen Versammlung der Union française, jedoch ohne Erfolg. Mayaki heiratete in Maradi. Seine Ehefrau war halb nigrischer, halb korsischer Abstammung. 1951 wurde sein Sohn Ibrahim Hassane Mayaki geboren, der in den 1990er Jahren Premierminister Nigers war.
Adamou Mayaki wurde in weiterer Folge Parteimitglied der Union unabhängiger Nigrer und Sympathisanten (UNIS). Bei den Wahlen zur Territorialversammlung in Niger 1952 wurde er im Wahlkreis Maradi zum Abgeordneten gewählt. Obwohl er parteiintern als Außenseiter galt, erfolgte am 10. Oktober 1953 seine Wahl in die parlamentarische Versammlung der Union française. Im November 1955 verließ Mayaki mit seinen Anhängern die krisengeschüttelte UNIS und beteiligte sich an der Gründung des Nigrischen Aktionsblocks (BNA), der ein Jahr später in der Partei Sawaba aufging. Die Wahlen zur Territorialversammlung in Niger 1957 wurden vom Sawaba gewonnen, der daraufhin unter dem Vorsitz von Djibo Bakary erstmals eine eigene nigrische Regierung, den Conseil de gouvernement, bildete. Adamou Mayaki wurde Landwirtschafts- und Forstminister. Die Wahl der Regierung durch die Territorialversammlung am 18. Mai 1957 boykottierte Mayaki jedoch aus Protest, da er sich einen Sitz im Grand Conseil von Französisch-Westafrika oder den Posten des Finanzministers erwartet hatte. Die Zusammenarbeit zwischen Adamou Mayaki und Djibo Bakary war von Konflikten geprägt. Im November 1957 versuchte Mayaki unter anderem mit Mouddour Zakara eine eigene Fraktion der Sawaba-Mutterpartei Afrikanische Sozialistische Bewegung (MSA) zu gründen, die speziell die Interessen der chefferie traditionnelle (der vorkolonialen politischen Anführer) vertreten sollte. Mayaki und seine Anhänger sahen diese durch die Politik des Gouverneurs und Regierungschefs Paul Bordier gefährdet. Daraufhin wurde Mayaki wegen mangelnder Parteidisplizin aus dem MSA ausgeschlossen. Er blieb allerdings Regierungsmitglied und wurde am 23. September 1958 statt Landwirtschaftsminister der erste Innenminister Nigers.
Das Verfassungsreferendum in Niger 1958 ging zugunsten eines Verbleibs Nigers bei Frankreich aus. Infolgedessen wurde der anti-französische Sawaba zerschlagen und der pro-französische PPN-RDA formierte sich unter Hamani Diori als Einheitspartei. Adamou Mayaki kehrte wieder zum PPN-RDA zurück. Er wurde bei den Wahlen zur Territorialversammlung in Niger 1958 auf der PPN-RDA-Liste im Wahlkreis Maradi zum Abgeordneten gewählt und am 18. Oktober 1959 zum Wirtschafts- und Planungsminister in der Regierung von Hamani Diori ernannt. Im Juli 1960 wurde er verhaftet. Ihm wurde zur Last gelegt, ein Telegramm des ehemaligen Sawaba-Anführers Djibo Bakary erhalten zu haben. Mayaki fand in Innenminister Yansambou Maïga Diamballa einen mächtigen Fürsprecher und wurde im Dezember 1960 wieder aus der Haft entlassen. Zwischenzeitlich war Niger von Frankreich unabhängig geworden. Hamani Diori betraute Adamou Mayaki am 31. Dezember 1960 mit dem Ressort des Industrie- und Handelsministers. Mayaki versuchte zumindest bis Frühjahr 1962 mit den Sawaba-Anhängern im Exil, insbesondere mit Abdoulaye Mamani, in Kontakt zu bleiben. Noch im März 1962 betrieb er in den Städten Birni-N’Konni und Madaoua Agitationsarbeit für den verbotenen Sawaba. Ungeachtet dessen ernannte ihn Staatspräsident Diori am 25. Juni 1963 zum Außenminister. Diori, der ein Attentat durch den Sawaba befürchtete und Mayaki als ehemaligem Sawaba-Mitglied misstraute, ließ seinen Außenminister im Dezember 1964 ein zweites Mal verhaften. Wieder rehabilitiert, wurde Mayaki Anfang 1966 ins Ausland geschickt: Er wurde Botschafter Nigers in den Vereinigten Staaten. 1968 wurde er zusätzlich Botschafter Nigers bei den Vereinten Nationen in New York. Beide Ämter hatte er bis 1970 inne. Er übernahm noch im Jahr 1968 die Leitung der UN-Mission zur Überwachung des Referendums in Äquatorialguinea (Mission for the Supervision of the Referendum and Elections in Equatorial Guinea) am 6. August 1968. Zurück in Niger, war Mayaki von April 1970 bis Juni 1971 Präfekt des Departements Dosso. Im Februar 1972 begann er seine Tätigkeit als Generaldirektor des staatlichen Verkehrsunternehmens Société Nationale des Transports Nigériens (SNTN). Staatspräsident Hamani Diori wurde am 15. April 1974 durch einen Militärputsch gestürzt. Neuer Machthaber wurde Seyni Kountché. Adamou Mayaki wurde am 30. Juni 1974 als SNTN-Generaldirektor entlassen und ging mit 1. Januar 1975 in Ruhestand. Noch im Januar wurde er wie fast die gesamte politische Elite unter Hamani Diori verhaftet und musste erneut ins Gefängnis.
Die insgesamt drei Gefängnisaufenthalte hatten bei Adamou Mayaki zu gesundheitlichen Problemen geführt. Zuletzt schwer krank und an einer Beininfektion leidend, starb er im Sommer 2003.

## Schriften
- Les partis politiques nigériens de 1946 à 1958. Documents et témoignages. Imprimerie nationale du Niger, Niamey 1991.

## Ehrungen
- Kommandeur des Nationalordens Nigers[3]